# Столбов, Николай Гурьевич
Николай Гурьевич Столбов (8 декабря 1910, Казань, Российская империя — 14 августа 1942, Баренцево море) — советский военачальник, капитан 3-го ранга, командир подводной лодки Щ-402.

## Биография
Николай Столбов родился 8 декабря 1910 года городе Казань тогда Казанской губерни. По национальности русский, член ВКП(б) с 1939 года. После завершения учебы в школе он в 1930 г. окончил водительские курсы и до призыва в Красную Армию работал шофером.
В 1933 году Столбова зачислили во флот. В 1935 прошёл Курсы ускоренной подготовки командного состава ВМФ в Кронштадте. С 1936 по 1937 командир БЧ-1 подводной лодки «М-72». С ноября 1938 по октябрь 1939 командир лодки «М-87». С октября 1939 командир подводной лодки «Щ-402» в звании старший лейтенант, в этом качестве участвует в Советско-финской войне, совершив три боевых похода.
Великая Отечественная война застала Николая Столбова на Севере и на той же должности. Всего во время Великой Отечественной Николай Столбов совершил девять боевых походов, произвёл 11 торпедных атак, в результате которых достоверно были потоплены один транспорт и один сторожевик. Официальное количество победных докладов было значительно больше.
Николай Столбов был награжден двумя орденами Красного Знамени (1941, 1942) и званием капитана 3 ранга которое ему было присвоено 27 мая 1942 года.
Погиб вместе с 18 членами экипажа от взрыва водорода при зарядке аккумуляторов в ходе десятого боевого похода. Погибшие в результате взрыва были похоронены на гарнизонном кладбище Полярного в губе Кислая.

## Память
Имя Николая Гурьевича носит улица Николая Столбова в Вахитовском районе Казани.